# 樹夏實
樹夏實（日语：樹 なつみ，1960年2月5日—），日本漫畫家。兵庫縣出身。代表作品為「出雲傳奇」。

## 簡歷
- 1979年 以出道。
- 1993年 作品「OZ」獲得第24回星雲賞。
- 1997年 作品「出雲傳奇」獲得第21回講談社漫畫賞。

## 作品列表
- 旋風城市、全1冊、原名、又譯「雙星奇探」
- OZ（日语：OZ (樹なつみの漫画)）、全4冊、原名《OZ》
- 馬加洛物語、原名
- 朱鷺色三角、全5冊、原名《朱鷺色三角（日语：朱鷺色三角）》、又譯「蒼島小龍女」
- 朱鷺色三角Ⅱ、全6冊、原名
- 天國少女、全12冊、原名《天国少女》
- 出雲傳奇、全19冊、原名《八雲立つ（日语：八雲立つ）》
  - 出雲傳奇 灼、已刊6冊、原名《八雲立つ 灼》
- 獸王星、全5冊、原名《獸王星》
- 惡靈聖典、全11冊、原名《デーモン聖典（日语：デーモン聖典）》
- 巡行使者、1-5冊連載中、原名《巡行使者》

## 外部連結
- （日語）－樹夏實官方網站。
- （日語）－樹夏實官方BLOG。2008年4月起自原網站移到此處。